# Pereruela
Pereruela – gmina w Hiszpanii, w prowincji Zamora, w Kastylii i León, o powierzchni 160,69 km². W 2011 roku gmina liczyła 658 mieszkańców.